# Geordi La Forge
Geordi La Forge est un personnage régulier de l'univers de Star Trek. Il est l'un des personnages principaux des sept saisons de Star Trek : La Nouvelle Génération et des quatre films tirés de cette série. Il y est incarné par l'acteur américain LeVar Burton.

## Biographie
Geordi La Forge est né sur Terre (au sein de la Confédération Africaine) le 16 février 2335. Aveugle de naissance, il est très tôt équipé d’un viseur qui lui offre une perception de son environnement immédiat supérieure à celle des autres Humains. Cette prothèse lui permet en tous les cas de vivre pleinement, en compagnie de sa sœur Ariana, l’enfance mouvementée de la plupart des fils et filles d’officiers de Starfleet. Leur père, le docteur Edward M. La Forge, est en effet un brillant exobiologiste tandis que leur mère, Silva La Forge, termine sa carrière en qualité de capitaine de l’Hera. En 2370, elle disparaît toutefois aux commandes de ce bâtiment. 
De ses premières années, Geordi garde une peur panique du feu pour avoir échappé de justesse à un grave incendie à l’âge de cinq ans. Plus accessoirement, il a également le souvenir du chat circassien qui lui a été offert à l’occasion de son huitième anniversaire. Les nombreux voyages effectués en compagnie de sa famille ont en outre développé chez lui un don particulier pour l’apprentissage des langues étrangères, aussi exotiques soient-elles.
Le jeune La Forge décide de suivre la voie tracée par sa mère et il entre à l’Académie de Starfleet en 2353. Il y suit un cursus principalement axé sur l’ingénierie et en sort promu quatre ans plus tard avec une spécialisation dans cette même branche ainsi qu’un brevet de pilotage. À partir de l’année 2357, il effectue pour le compte de la flotte la liaison régulière entre Jupiter et Saturne. C’est à ce poste qu’il rencontre pour la première fois le capitaine Jean-Luc Picard, dont il pilote la navette alors que celui-ci effectue une tournée d’inspection. Vivement impressionné par les qualités du jeune officier, Picard se promet dès lors de l’intégrer au prochain équipage dont on lui confiera le commandement et il tient parole en demandant expressément quelques années plus tard que Geordi soit affecté à l’Enterprise-D. Entretemps, l’enseigne la Forge sert à bord du Victory sous les ordres du capitaine Zimbata. Élevé au rang de sous-lieutenant (ou lieutenant « junior grade ») lors de son transfert vers l’Enterprise en 2364, Geordi La Forge y sert tout d’abord en qualité de contrôleur de vol. À la date stellaire 42073.1, il devient lieutenant en même temps qu’ingénieur en chef du vaisseau commandé par le capitaine Picard (Geordi remplace alors Sarah MacDougal). Il y remplit ses fonctions avec une remarquable efficacité (doublée d’une ingéniosité lui permettant de venir à bout des casse-têtes technologiques les plus invraisemblables et lui valant le grade de lieutenant commandeur dès l'année 2366) jusqu’à la destruction du navire sur Véridian III en 2371. Geordi La Forge s'estime d'ailleurs indirectement responsable de la destruction de l’Enterprise-D puisque le tir qui a contribué à anéantir le navire a atteint son but grâce à la neutralisation des boucliers du bâtiment, dont les codes d’accès ont été transmis aux Klingons par l’intermédiaire de son viseur, trafiqué à son insu.
Célibataire, La Forge est tombé amoureux de nombreuses femmes envers lesquelles il se montre toutefois d’une timidité paralysante. De Christie Henshaw à Aquiel Uhnari en passant par le docteur Leah Brahms, qu’il a eu la maladresse de courtiser sous sa forme holographique avant de la rencontrer vraiment, sa gaucherie met en effet généralement un terme rapide aux liaisons ébauchées. Dans le futur possible suggéré par Q au capitaine Jean-Luc Picard en 2370, ce dernier rencontre toutefois un Geordi La Forge plus âgé marié avec bonheur à une femme prénommée Leah (dont tout porte à croire qu’il s’agit finalement du docteur Brahms) et père de trois enfants dont l’aîné, Brett, s’apprête à intégrer l’Académie de Starfleet tandis que la cadette, Alandra, vit son adolescence aux côtés de ses parents et de Sydney, le benjamin de la famille.
Lorsque l’Enterprise-E est lancé et que le commandement en est confié à Picard, le lieutenant commandeur La Forge y reprend sans la moindre hésitation ses fonctions d’ingénieur en chef. À la même époque, il accepte par ailleurs qu’on lui greffe un système optique interne plus performant et plus agréable à porter que son viseur. 
En 2373, il est amené à suivre une sphère Borg (qui s'est séparée du cube ayant attaqué le système solaire) sur la Terre du XXIe siècle. La Forge y rencontre Zefram Cochrane (dont il a toujours admiré les travaux) et obtient même de participer au vol du Phœnix qui établit le « Premier Contact » historique avec les Vulcains.
Au cours de l'année 2375, La Forge se range sans hésitation du côté de son capitaine et de ses amis officiers lorsque ceux-ci outrepassent sciemment les ordres qui leur ont été donnés et prennent fait et cause pour le peuple Ba'ku, menacé d’une déportation orchestrée avec le concours du Haut Commandement de Starfleet (représenté sur place par l’amiral Dougherty, qui s’est imprudemment allié aux redoutables Son'a). Au cours de son bref séjour sur Ba'ku, il profite en outre du surprenant effet des particules régénératrices entourant la planète et il acquiert temporairement une vision parfaitement normale.
En route pour la planète Betazed à bord de l’Enterprise en 2379, l'ingénieur participe finalement à la reconstitution de l'androïde B-4, jumeau de Data, avant d'assister Jean-Luc Picard dans son combat contre Shinzon.